# Station Vonnas
Station Vonnas is een spoorwegstation in de Franse gemeente Vonnas.